# Domptail-en-l'Air
Domptail-en-l'Air est une commune française située dans le département de Meurthe-et-Moselle en région Grand Est. Cette commune se situe sur une petite colline d’où son nom « Domptail-en-l’Air » ce village s’appelle aussi comme cela pour le différencier du village qui se nomme Domptail et qui se situe dans les Vosges (88).
Les habitants du village se nomment les Stéphanois (par rapport à leur saint patron qui est saint Etienne).

## Géographie
|            | Haussonville      | Romain      |
| Saint-Mard | Domptail-en-l'Air | Méhoncourt  |
| Lorey      | Haigneville       | Brémoncourt |

### Hydrographie
La commune est dans le bassin versant du Rhin au sein du bassin Rhin-Meuse. Elle est drainée par le ruisseau de Simfond et le ruisseau le Mexet,.

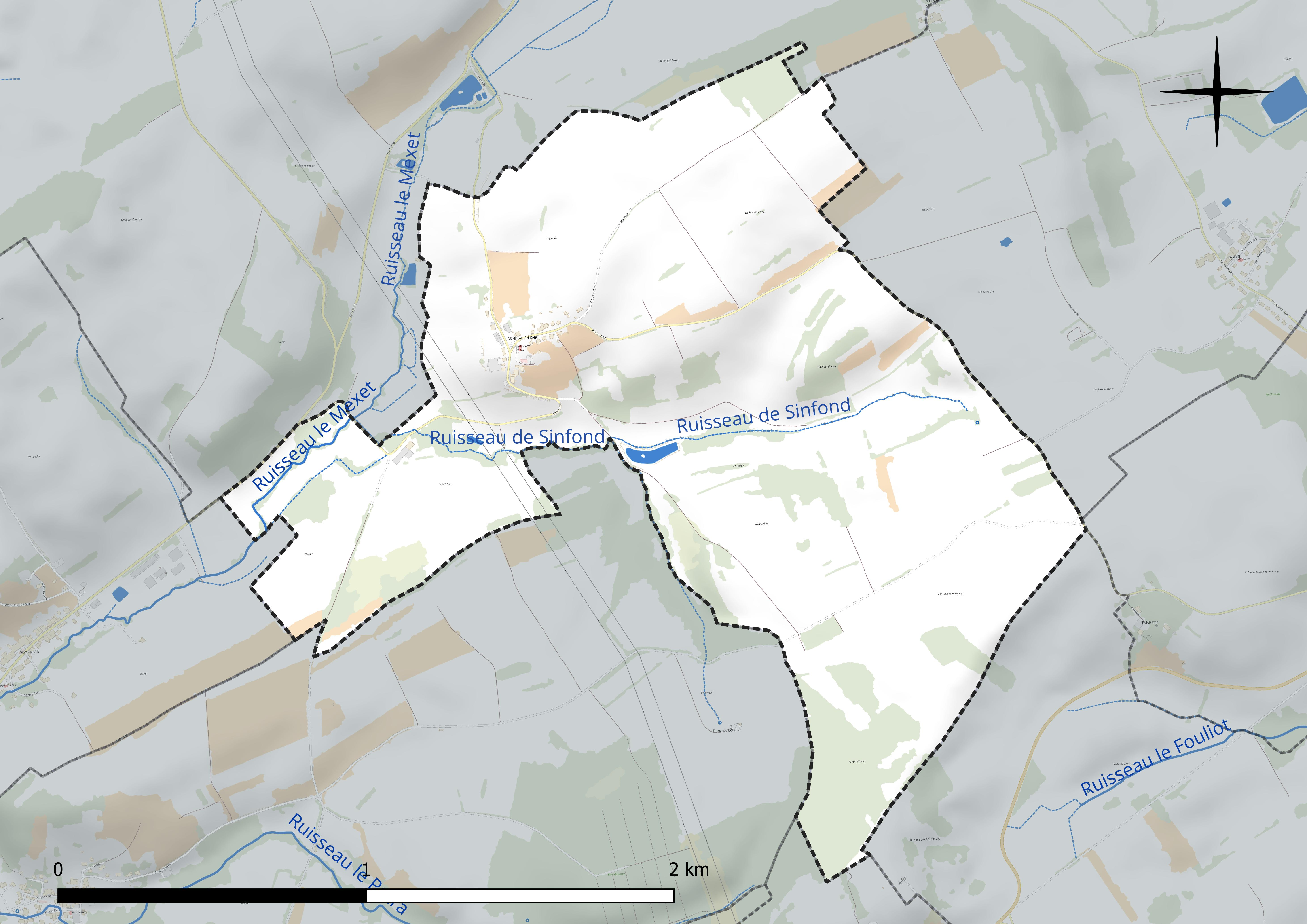
Réseau hydrographique de Domptail-en-l'Air.

### Climat
Pour des articles plus généraux, voir Climat du Grand Est et Climat de Meurthe-et-Moselle.
En 2010, le climat de la commune est de type climat des marges montargnardes, selon une étude du Centre national de la recherche scientifique s'appuyant sur une série de données couvrant la période 1971-2000. En 2020, Météo-France publie une typologie des climats de la France métropolitaine dans laquelle la commune est exposée à un climat semi-continental et est dans la région climatique  Lorraine, plateau de Langres, Morvan, caractérisée par un hiver rude (1,5 °C), des vents modérés et des brouillards fréquents en automne et hiver.
Pour la période 1971-2000, la température annuelle moyenne est de 9,4 °C, avec une amplitude thermique annuelle de 16,9 °C. Le cumul annuel moyen de précipitations est de 931 mm, avec 11,8 jours de précipitations en janvier et 10,1 jours en juillet. Pour la période 1991-2020, la température moyenne annuelle observée sur la station météorologique de Météo-France la plus proche, « Nancy-Essey », sur la commune de Tomblaine à 20 km à vol d'oiseau, est de 11,0 °C et le cumul annuel moyen de précipitations est de 746,3 mm. 
La température maximale relevée sur cette station est de 40,1 °C, atteinte le 24 juillet 2019 ; la température minimale est de −24,8 °C, atteinte le 21 février 1956,,.
Les paramètres climatiques de la commune ont été estimés pour le milieu du siècle (2041-2070) selon différents scénarios d'émission de gaz à effet de serre à partir des nouvelles projections climatiques de référence DRIAS-2020. Ils sont consultables sur un site dédié publié par Météo-France en novembre 2022.

## Urbanisme

### Typologie
Au 1er janvier 2024, Domptail-en-l'Air est catégorisée commune rurale à habitat dispersé, selon la nouvelle grille communale de densité à sept niveaux définie par l'Insee en 2022.
Elle est située hors unité urbaine. Par ailleurs la commune fait partie de l'aire d'attraction de Nancy, dont elle est une commune de la couronne,. Cette aire, qui regroupe 353 communes, est catégorisée dans les aires de 200 000 à moins de 700 000 habitants,.

### Occupation des sols
L'occupation des sols de la commune, telle qu'elle ressort de la base de données européenne d’occupation biophysique des sols Corine Land Cover (CLC), est marquée par l'importance des territoires agricoles (95,7 % en 2018), une proportion identique à celle de 1990 (95,7 %). La répartition détaillée en 2018 est la suivante : 
prairies (57,6 %), terres arables (30,7 %), zones agricoles hétérogènes (7,3 %), forêts (4,3 %). L'évolution de l’occupation des sols de la commune et de ses infrastructures peut être observée sur les différentes représentations cartographiques du territoire : la carte de Cassini (XVIIIe siècle), la carte d'état-major (1820-1866) et les cartes ou photos aériennes de l'IGN pour la période actuelle (1950 à aujourd'hui).

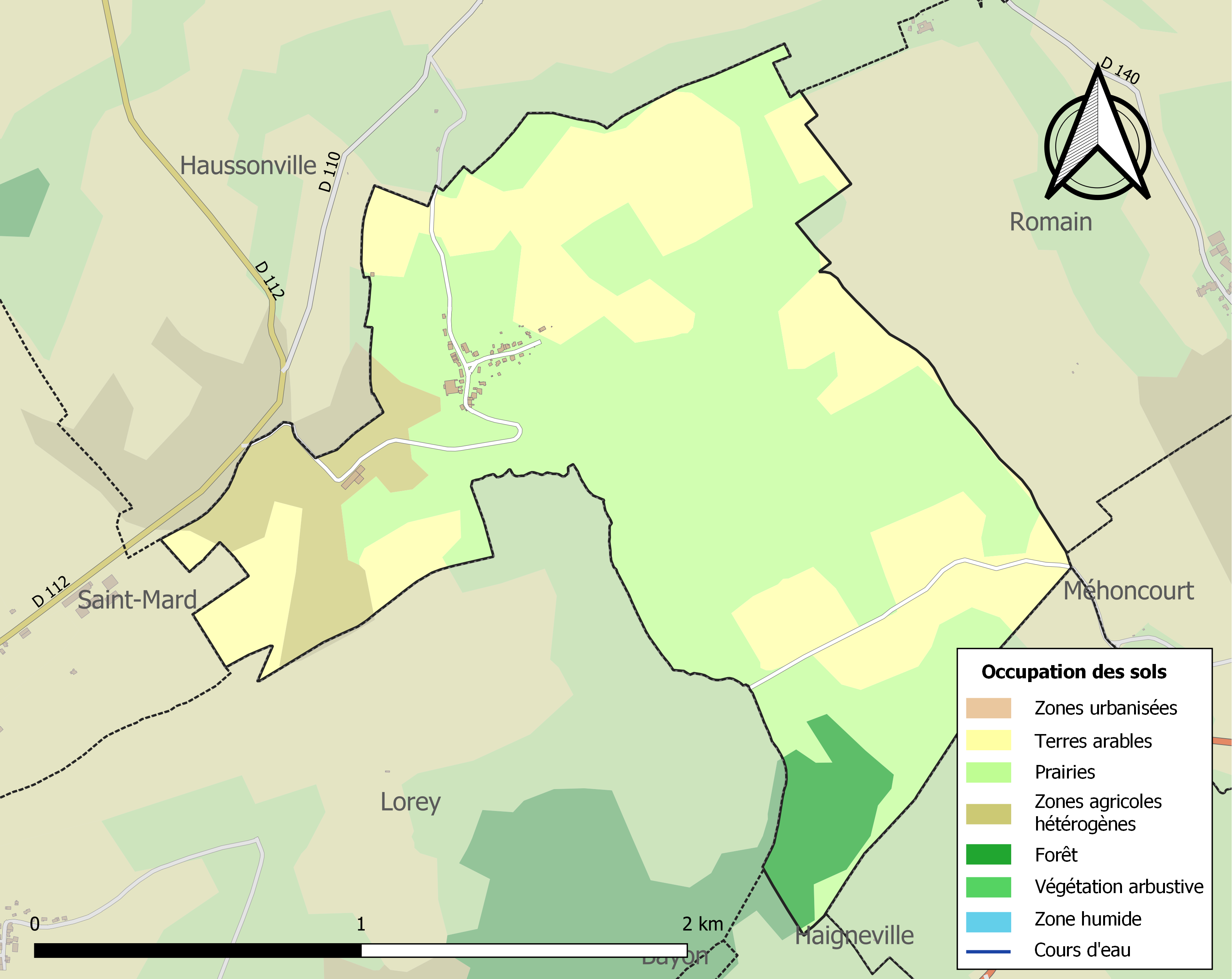
Carte des infrastructures et de l'occupation des sols de la commune en 2018 (CLC).

## Toponymie
Le nom de la localité est attesté sous les formes Donstaine (1340) ; Domnus Stephanus (1357) ; Donteille (1431) ; Arnulphus de Domptellis (1524) ; Domptailles (1751) ; Domptaille-sur-Mexet (1779) ; Dontail.

Domptail est un hagiotoponyme caché, du latin domnus et le nom de saint Stephanus , qui devient dans l'Est Stain, Stail : « saint Etienne ».

Le déterminant « en l'air » est rajouté au XVIIIe siècle pour signifier la situation du village, perché sur l'extrémité d'une colline et la difficulté d'accès.

## Histoire
Au XIVe siècle, en 1435 notamment, la commune de Domptail en l'air était le centre religieux de plusieurs villages (Romain, Haussonville et l'ancien village de Mexet-au-Méchet). La paroisse de Domptail à cette époque est une filiale de l'abbaye de Moyenmoutier.
En 1468, la paroisse de Dombasle est rattachée au chapitre Saint-Georges de Nancy en échange de la paroisse de Dombasle.
Dans les années 1620, la première église de Domptail est détruite en quasi-totalité.
C'est ensuite, en 1635, que le village est détruit par les troupes françaises dans le cadre de la Guerre franco-espagnole de 1635 - 1659. La population du village mettra environ 70ans à retrouver son nombre d'avant 1635.
Dans les années 1640, Charles IV de Lorraine va rebâtir une nouvelle église paroissiale qui tomba à son tour en ruine en 1810.
Au cours de la Révolution, le mobilier de l'église Saint-Etienne est vendu en place publique dans le village.
Ensuite, en 1802, l'église a perdu son titre d'église paroissiale. En 1813, le sous-préfet de Lunéville demande une levée de fond pour rebâtir l'église. Mais les devis fournis par un architecte originaire de Bayon sont trop chers pour les habitants du village. Seule la tour de l'église sera réparée mais elle finit par s'écrouler en 1817. A cette occasion, la cloche de Domptail est refondue ainsi que la cloche d'Haussonville. L'idée est de fondre 4 cloches. Haussonville bénéficiera de trois cloches et Domptail d'une seule à la suite de la perte de son statut d'église paroissiale. La tour rénovée et la nouvelle cloche finiront par céder à nouveau entre 1820 et 1880.
En 1897, après plusieurs années sans église, une nouvelle est construite.
1944 : lors du retrait des troupes allemandes, le village est incendié.

## Politique et administration
| Période                                  | Période  | Identité                  | Étiquette | Qualité                           |
| ---------------------------------------- | -------- | ------------------------- | --------- | --------------------------------- |
| Les données manquantes sont à compléter. |          |                           |           |                                   |
| mars 2001                                | mai 2020 | Marie-Christine Albrecht  |           | Agricultrice exploitante          |
| mai 2020                                 | En cours | Marie Christine Albrecht, |           | Ancienne agricultrice exploitante |

## Population et société

### Démographie
L'évolution du nombre d'habitants est connue à travers les recensements de la population effectués dans la commune depuis 1793. Pour les communes de moins de 10 000 habitants, une enquête de recensement portant sur toute la population est réalisée tous les cinq ans, les populations de référence des années intermédiaires étant quant à elles estimées par interpolation ou extrapolation. Pour la commune, le premier recensement exhaustif entrant dans le cadre du nouveau dispositif a été réalisé en 2007.

En 2022, la commune comptait 70 habitants, en évolution de −1,41 % par rapport à 2016 (Meurthe-et-Moselle : −0,13 %, France hors Mayotte : +2,11 %).
| 1793 | 1800 | 1806 | 1821 | 1831 | 1836 | 1841 | 1846 | 1851 |
| ---- | ---- | ---- | ---- | ---- | ---- | ---- | ---- | ---- |
| 78   | 68   | 72   | 83   | 82   | 94   | 111  | 88   | 88   |

| 1856 | 1861 | 1872 | 1876 | 1881 | 1886 | 1891 | 1896 | 1901 |
| ---- | ---- | ---- | ---- | ---- | ---- | ---- | ---- | ---- |
| 92   | 99   | 96   | 97   | 93   | 93   | 80   | 92   | 76   |

| 1906 | 1911 | 1921 | 1926 | 1931 | 1936 | 1946 | 1954 | 1962 |
| ---- | ---- | ---- | ---- | ---- | ---- | ---- | ---- | ---- |
| 73   | 67   | 52   | 56   | 50   | 63   | 40   | 35   | 43   |

| 1968 | 1975 | 1982 | 1990 | 1999 | 2006 | 2007 | 2012 | 2017 |
| ---- | ---- | ---- | ---- | ---- | ---- | ---- | ---- | ---- |
| 39   | 32   | 44   | 55   | 51   | 60   | 61   | 70   | 71   |

| 2022 | - | - | - | - | - | - | - | - |
| ---- | - | - | - | - | - | - | - | - |
| 70   | - | - | - | - | - | - | - | - |

## Culture locale et patrimoine

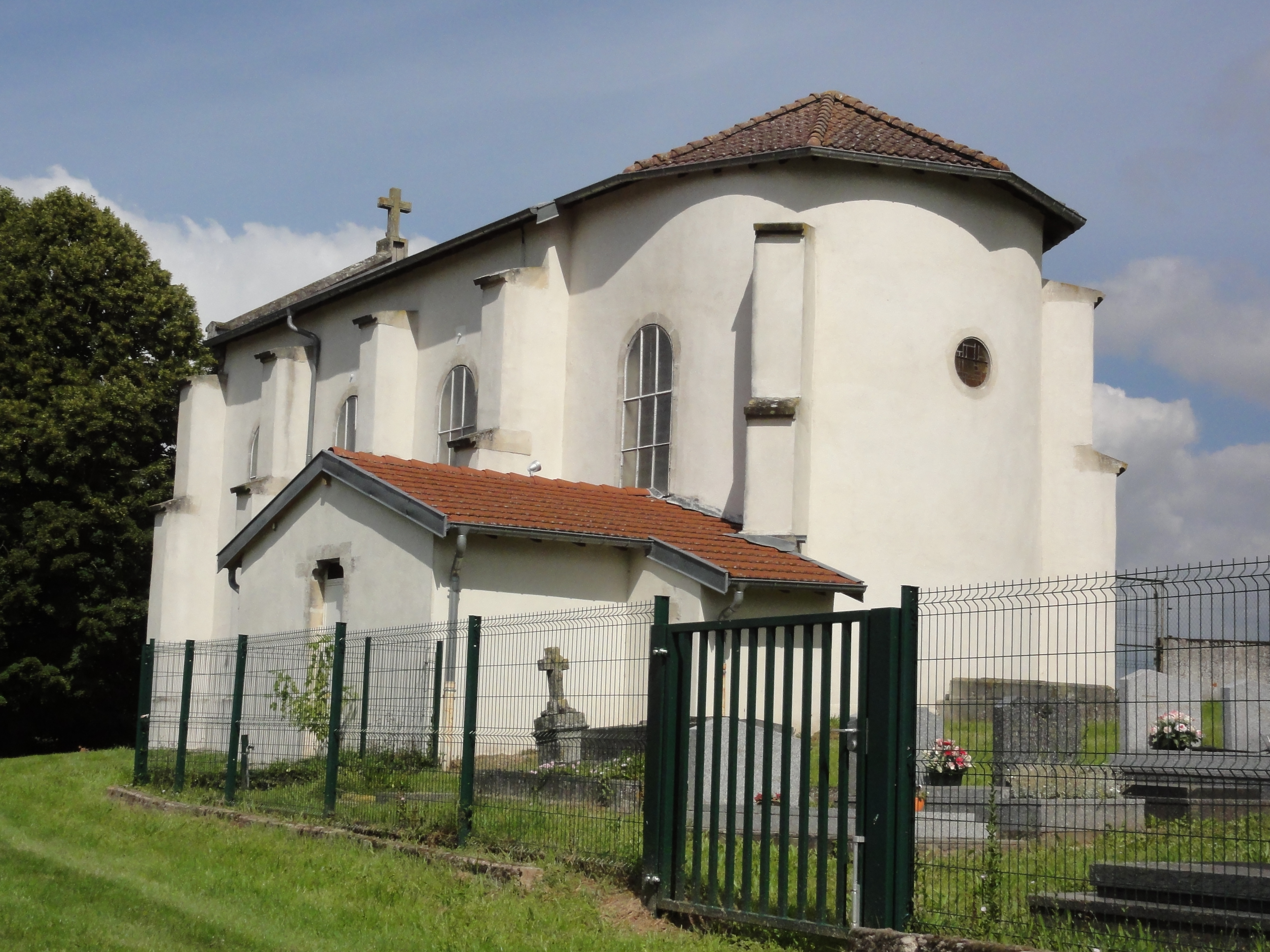
L'église.

### Lieux et monuments
- Église Saint-Étienne XIXe siècle. Détruite plusieurs fois, cette église fut à nouveau érigée en 1897 et bénite par l’abbé Christophe. En 1996, elle fut fermée au public pour cause d’effondrement et en 2008, elle fut rénovée par la fondation du patrimoine[28].

Elle est maintenant ouverte au public sur demande.

### Héraldique
| Blason de Domptail-en-l'Air | Blason  | Blasonnement : d’azur à une église d’or sur une montagne d’argent accompagnée en chef de deux cailloux d’or. |
| Blason de Domptail-en-l'Air | Détails | Le statut officiel du blason reste à déterminer.                                                             |